# 第一人称视角色情片
第一人称视角色情片是一種以第一人稱視角拍攝的色情片。觀眾在看此類色情片時仿佛身臨其境。在這種色情片中，參與性行為的色情演員會邊拿相機拍攝邊性交，而傳統的色情片中色情演員自己並不直接拿相機拍攝，而是由第三人負責拍下整個性行為。 